# Manhunt International 2012
Manhunt International 2012 là cuộc thi Manhunt International lần thứ mười sáu được tổ chức tại Băng Cốc, Thái Lan vào ngày 9 tháng 11 năm 2012. June Macasaet đến từ Philippines đăng quang ngôi vị Manhunt International.

## Kết quả
| Thứ hạng                   | Thứ hạng | Thứ hạng | Thứ hạng |
| Hạng                       | Thí sinh |          |          |
| -------------------------- | --- | -------- | -------- |
| Manhunt International 2012 | - Philippines - June Macasaet |          |          |
| Á vương 1                  | - Thụy Điển - Peter Jonsson |          |          |
| Á vương 2                  | - Ma Cao - Martin WANG Yu-Tian |          |          |
| Á vương 3                  | - Puerto Rico - Jimmy Perez Rivera |          |          |
| Á vương 4                  | - Singapore - Jason Chee Pei Kun |          |          |
| Top 15                     | - Ấn Độ - Arry Dabas - Colombia - Jorge Leon Perez - Cộng hòa Dominica - Joel Perez Nunez - Đan Mạch - Alexander Bach - Hoa Kỳ - Andres Santa Giraldo - Latvia - Ivans Jevstignejevs - Thái Lan - Mookkapon Posakabuth - Thụy Sĩ - Lavdrim Sylejmani - Venezuela - Jeyco Edgar Esteba Ruiz - Hy Lạp - Thomas Gabriel |          |          |
| Giải thưởng đặc biệt       | |          |          |
| Giải thưởng                | Thí sinh |          |          |
| Mr. Friendship             | - Đan Mạch - Alexander Bach |          |          |
| Mr. Photogenic             | - Ấn Độ - Arry Dabas |          |          |
| Mr. Intrnet Popularity     | - Singapore - Jason Chee |          |          |
| Mr. Physique               | - Ma Cao - Martin Wang |          |          |
| Mr. Personality            | - Bahamas - Drew Palacious |          |          |
| Best Runway Model          | - Latvia - Ivan Jevstignejevs |          |          |
| Best National Costume      | Winner - Hồng Kông - Guo Chuang Tao Top 3 - Việt Nam - Nguyễn Quang Huân - Venezuela - Jeyco Estaba |          |          |
| New Urban Male Award       | - Philippines - June Macasaet |          |          |
| Face of the Year           | - Puerto Rico - Jimmy Perez Rivera |          |          |

## Các thí sinh
53 thí sinh dự thi.
| Quốc gia/vùng lãnh thổ | Thí sinh                    |
| ---------------------- | --------------------------- |
| Albania                | Greit Collaku               |
| Ấn Độ                  | Arry Dabas                  |
| Bahamas                | Drew Palacios               |
| Ba Lan                 | Michael Danilewicz          |
| Bỉ                     | Alexander Pauwels           |
| Bolivia                | Diego Soto Arce             |
| Bosna và Hercegovina   | Tarik Subara                |
| Bồ Đào Nha             | Arthur Barbosa              |
| Brasil                 | Márcio Berg Lusardo         |
| Bulgaria               | Daniel Georgiev             |
| Campuchia              | Sary Phanith                |
| Colombia               | Jorge Leon Perez            |
| Costa Rica             | Jorge Suarez Gomez          |
| Cộng hòa Dominica      | Joel Perez Nunez            |
| Đan Mạch               | Alexander Bach              |
| Đài Loan               | Fu Sheng-Chieh              |
| Đức                    | Cedric Pick                 |
| Hoa Kỳ                 | Andres Santa Giraldo        |
| Hồng Kông              | Guo Chuang-Tao              |
| Hy Lạp                 | Thomas Gabriel              |
| Indonesia              | Akbar Kurniawan             |
| Iran                   | Farhad Mosaffa              |
| Latvia                 | Ivans Jevstignejevs         |
| Lesotho                | Pubern Padayachee           |
| Liban                  | Elie Najem                  |
| Ma Cao                 | Martin Wang Yu-Tian         |
| Macedonia              | Martin Tasevski             |
| Malaysia               | John Tan Wei Jun            |
| México                 | Alejandro Herrero García    |
| Mông Cổ                | Bilgueitui Buyankishig      |
| Nam Phi                | Armand du Plessis           |
| Nepal                  | Sanish Shakya               |
| Nhật Bản               | Shintaro Kato               |
| Nigeria                | Stephen Jyatunde Bakare     |
| Panama                 | Henry Rodriguez Rivera      |
| Perú                   | Dany Peña Perauna           |
| Pháp                   | Guillaume Reydel            |
| Philippines            | June Macasaet               |
| Puerto Rico            | Jimmy Perez Rivera          |
| România                | Andrei Malaescu Dumitriu    |
| Séc                    | Adam Klavik                 |
| Singapore              | Jason Chee Pei Kun          |
| Slovakia               | Karol Maly                  |
| Sri Lanka              | Madura Priyadarshana Peiris |
| Tây Ban Nha            | Miguel Arce                 |
| Thái Lan               | Mookkapon Posakabuth        |
| Thổ Nhĩ Kỳ             | Bugra Tugrul                |
| Thụy Điển              | Peter Jonsson               |
| Thụy Sĩ                | Lavdrim Sylejmani           |
| Trung Quốc             | Liu Mingxiong               |
| Úc                     | Lee Stefan Stramkowski      |
| Venezuela              | Jeyco Edgar Esteba Ruiz     |
| Việt Nam               | Nguyễn Quang Huân           |